# Sojus 35
Sojus 35 ist die Missionsbezeichnung für den am 9. April 1980 gestarteten Flug eines sowjetischen Sojus-Raumschiffs zur sowjetischen Raumstation Saljut 6. Es war der neunte Besuch eines bemannten Sojus-Raumschiffs bei dieser Raumstation und der 56. Flug im sowjetischen Sojusprogramm, nachdem Sojus T-1 als unbemanntes Raumschiff die Saljutstation besucht hatte.

## Besatzung

### Startbesatzung
- Leonid Iwanowitsch Popow (1. Raumflug), Kommandant
- Waleri Wiktorowitsch Rjumin (3. Raumflug), Bordingenieur

Ursprünglich war Walentin Lebedew als Bordingenieur vorgesehen. Kurz vor dem Start verletzte er sich jedoch beim Trampolinspringen am Bein, so dass er durch Rjumin ersetzt werden musste, der erst im Vorjahr sechs Monate an Bord von Saljut 6 verbracht hatte. Rjumin wurde mit diesem Flug der sechste Kosmonaut, der es auf drei Raumflüge brachte.

### Ersatzmannschaft
- Wjatscheslaw Dmitrijewitsch Sudow, Kommandant
- Boris Dmitrijewitsch Andrejew, Bordingenieur

### Rückkehrbesatzung
- Waleri Nikolajewitsch Kubassow (3. Raumflug), Kommandant
- Bertalan Farkas (1. Raumflug), Bordingenieur ( Ungarn)

## Missionsüberblick
Mit Sojus 35 startete die vierte Stammmannschaft (Saljut 6 EO-4) zur wissenschaftlichen Orbitalstation Saljut 6, an die zu dieser Zeit noch der unbemannte Transporter Progress 8 gekoppelt war. Als die Besatzung Saljut 6 betrat, bemerkte Rjumin, dass die zwei Bullaugen der Übergangssektion ihre Transparenz verloren hatten. Außerdem waren viele Kratzer durch Mikrometeoriten und Weltraummüll erkennbar. 
Die Kosmonauten ersetzten Komponenten der Stationssteuerung und des Lebenserhaltungssystems. Sie installierten ein neues Zeitschalt- und Warnsystem, das die Borduhren mit denen im Kontrollzentrum (ZUP) synchronisierte. Außerdem wurde eine neue 80-kg-Batterie eingebaut und Lufttanks von Progress 8 ersetzt.
Nach knapp zwei Monaten stand der Austausch der Raumschiffe an. Die fünfte Kurzzeitbesatzung Saljut 6 EP-5 bestand aus Waleri Kubassow und Bertalan Farkas (Ungarn) und koppelte am 27. Mai 1980 mit Sojus 36 an Saljut 6 an. Nach einer Woche gemeinsamer Forschung bestiegen Kubassow und Farkas das alte Raumschiff Sojus 35 und kehrten damit zur Erde zurück.
Das Landemodul steht in Budapest im Verkehrsmuseum, das zurzeit geschlossen ist.